# Nihan Tarhan
Nihan Tarhan (* 25. September 1986 in Bursa) ist eine türkische Schauspielerin.

## Biografie
Tarhan studierte an der Universität Istanbul. Ihr Debüt gab sie 2013 in der Fernsehserie Babam Sınıfta Kaldı.  Anschließend war sie 2015 in Ne Münasebet zu sehen. 2016 spielte sie in Olaylar Olaylar mit. Außerdem wurde Tarhan 2017 für den Film Kuluçka gecastet.
Im selben Jahr trat sie in Yaşamak Güzel Şey auf. Von 2020 bis 2021 bekam sie eine Rolle in Sen Çal Kapımı. 2021 setzte sie ihre Karriere in Vay Babam Vay! fort. Unter anderem spielte Tarhan 2022 in der Serie Hayaller Ve Hayatlar eine Nebenrolle.
Seit 2018 ist sie mit dem Schauspieler Ali Rıza Şahenk verheiratet.

## Filmografie
Filme
- 2016: Olaylar Olaylar
- 2017: Yaşamak Güzel Şey
- 2017: Kuluçka
- 2018: Koca Bulma Sanatı
- 2021: Vay Babam Vay!

Serien
- 2013: Babam Sınıfta Kaldı
- 2015: Ne Münasebet
- 2020: Sen Çal Kapımı
- 2022: Hayaller Ve Hayatlar
- 2022: Mezarlık